# Kaguya-sama wa Kokurasetai: Tensai-tachi no Ren'ai Zunōsen
Kaguya-sama wa Kokurasetai: Tensai-tachi no Renai Zunousen (かぐや様は告らせたい〜天才たちの恋愛頭脳戦〜) lit. "Kaguya quer ser confessada: A guerra dos gênios de amor e cérebros" é uma série de mangá seinen de comédia escrita e ilustrada por Akasaka Aka. A série começou a ser publicada na revista Miracle Jump em maio de 2015, contudo ela foi movida para a revista Young Jump em março de 2016.
A Viz Media anunciou em julho de 2017 na Comic-Con, a publicação do mangá em inglês na sua revista Shonen Jump com o título Kaguya-sama: Love is War.

## Enredo
Você veio de uma boa família? Tem uma personalidade promissora? Se para você, as respostas dessas duas perguntas é "Sim", você em algum momento, além de toda a alta classe (ou melhor dizendo, a elite) vai acabar indo parar na Academia Shuchiin. E ambos os líderes do conselho estudantil, Kaguya Shinomiya e Miyuki Shirogane, estão apaixonados um pelo outro. Mas seis meses se passaram e nada aconteceu! Será que a onda de amor passou? Na verdade, você acredita que não? Ambos são orgulhosos demais para confessar seu amor, e agora ambos estão brigando pra ver quem faz o outro se declarar primeiro! A parte mais divertida do amor é o jogo da conquista! Uma nova comédia romântica, sobre as batalhas intelectuais de dois estudantes de elite apaixonados. Entre inteligência e estratégia nesse jogo mortal que é a paixão, só um sairá vivo! A guerra está prestes a começar!

## Personagens
Grêmio Estudantil
- Kaguya Shinomiya (四宮 かぐや, Shinomiya Kaguya)

Voz de: Aoi Koga
Dublado por: Marcella Almeida (Brasil);
Kaguya é a herdeira do maior e mais rico conglomerado do país. Somente o peso do nome da família Shinomiya é suficiente para fazer Kaguya se destacar na escola Shuchiin, frequentada apenas por filhos da elite. Mas a sua beleza, inteligência e classe também são impecáveis. Junto com Miyuki, Kaguya é considerada uma aluna modelo. Ela é a vice-presidente do conselho estudantil, ao lado de Miyuki. Ela acabou se apaixonando pelo presidente do grêmio, mas assim como ele, ela também não consegue se livrar do seu orgulho. Incapaz de admitir seus sentimentos, Kaguya tenta de várias formas fazer com que Miyuki confesse seus sentimentos primeiro. Apesar de possuir um intelecto afiado, e por vezes até um pouco cruel, Kaguya é surpreendentemente bastante inocente. Desconhecendo diversos conceitos básicos sobre relacionamentos amorosos, ela geralmente se encontra em situações embaraçosas por interpretar conceitos de forma incorreta. A sua empregada particular, Ai Hayasaka, frequentemente explora esse lado inocente de Kaguya, tentando fazer com que ela abandone seu orgulho e seja honesta com seus sentimentos.
- Miyuki Shirogane (白銀 御行, Shirogane Miyuki)

Voz de: Makoto Furukawa.
Dublado por: Rodolfo Novaes (Brasil);
Miyuki é o presidente do grêmio estudantil da Shuchiin. Apesar de vir de uma família de classe média, Miyuki conseguiu uma bolsa na escola Shuchiin através de suas notas excepcionais. Possuindo a maior nota no exame nacional do ensino médio, ele tem o respeito de todos os estudantes da escola. Devido a sua rotina de estudos pesada, Miyuki constantemente aparece na escola com olheiras, dando a ele um ar intimidador. Isso faz com que boa parte dos estudantes, principalmente as garotas, apenas o admirem à distância. Apesar de suas notas perfeitas, Miyuki tem dificuldades em algumas disciplinas, como: aulas de canto, aulas de gastronomia e em atividades que envolvam esforço físico. Miyuki está apaixonado por Kaguya, mas não quer admitir, pois ele acredita que aquele que declara o seu amor primeiro é considerado fraco. Ele tenta constantemente agir de uma maneira que seus sentimentos não sejam revelados para Kaguya, ao mesmo tempo que tenta fazer ela admitir os sentimentos de amor por ele.
- Chika Fujiwara (藤原 千花, Fujiwara Chika)

Voz de: Konomi Kohara.
Dublado por: Amanda Tavares (Brasil);
Chika é a secretária do grêmio estudantil. Vindo de uma família de políticos conservadores, ela cresceu sem acesso à diversas formas de entretenimento moderno, como videogames, fazendo com que ela desenvolvesse hobbies incomuns. Apesar disso, ela cresceu num lar onde recebia bastante carinho, se tornando uma garota verdadeiramente gentil. Ela é amiga de Kaguya desde o primário e constantemente ajuda Miyuki em atividades que ele não domina bem. Por ser excêntrica e imprevisível, ela é o elemento caótico do grêmio estudantil, muitas vezes frustando os planos de Kaguya e Miyuki sem perceber.
- Yū Ishigami (石上 優, Ishigami Yū)

Voz de: Ryōta Suzuki.
Dublado por: Nando Peiter (Brasil);
Yū é o tesoureiro do grêmio estudantil e estudante do primeiro ano. Filho de um fabricante de brinquedos, não possui muito interesse nas atividades escolares, inclusive do grêmio, frequentemente aparecendo somente quando há reuniões. Ele é bastante perceptivo, constantemente fazendo observações sobre detalhes que as pessoas tentam esconder, o que geralmente acaba lhe rendendo mais problemas. Yū também possui um grande senso de justiça, ficando extremamente irritado quando pessoas zombam do trabalho duro de outras.
- Miko Iino (伊井野 ミコ, Iino Miko)

Voz de: Miyu Tomita.
Dublado por: Leticia Ida (Brasil);
Miko Iino é uma estudante do primeiro ano e colega de classe de Ishigami. Ela aparece pela primeira vez como Presidente do Comitê de Disciplina, pretendendo concorrer contra Miyuki Shirogane, que almeja se reeleger para o Conselho Estudantil após o fim de seu mandato. Durante a disputa, descobre-se que Iino é uma garota que preza muito pela disciplina e pelas regras, ao julgar que os alunos não mais respeitam os costumes e a boa imagem da escola, bem como fica evidente a sua timidez perante outras pessoas, tendo dificuldades de expor o seu discurso durante a disputa da eleição para o Conselho Estudantil. Contudo, é ajudada por seu rival Shirogane, que a incentiva a discursar, tornando a eleição mais disputada. Após perder a eleição para Shirogane, é convidada pelo mesmo para participar do Conselho, pois ele a vê como um bom futuro para a Academia Shuchiin.

## Mídia

### Mangá
Kaguya-sama: Love is War (かぐや様は告らせたい ～天才たちの恋愛頭脳戦, Kaguya-sama wa Kokurasetai - Tensai-tachi no Ren'ai Zunōsen) é uma série de mangá é escrita e ilustrada por Aka Akasaka, foi lançado seu primeiro capítulo em 19 de maio de 2015, publicado pela revista Miracle Jump, trocando futuramente para Weekly Young Jump em 24 de março de 2016, com os capítulos da série sendo compilados e publicados pela editora Shueisha em volumes de formato tankōbon.
Um mangá spinoff ilustrado por Shinta Sakayama intitulado Kaguya Wants to be Confessed to - Dōjin Edition (かぐや様は告らせたい 同人版, Kaguya-sama wa Kokurasetai: Dōjin-ban) lançado no site Tonari no Young Jump da Shueisha em 14 de junho de 2018, e é serializado na segunda e quarta quinta-feira do mês. O spinoff teve seu encerramento no dia 25 de junho de 2020, com 4 volumes publicados.
Outro spinoff, agora em formato yonkoma, ilustrado por G3 Ida chama-se We Want to Talk About Kaguya (かぐや様を語りたい, Kaguya-sama o Kataritai) lançado na Young Jump em 26 de julho de 2018, sua história  se concentra em duas garotas de jornal  da escola que idolatram Kaguya e sua turma, mas não têm ideia do que realmente acontece dentro do conselho estudantil, atualmente o mangá possui 8 volumes publicados.

#### Lista de Volumes
| N.º | Japonês                 | Japonês                                  | Português               | Português         |
| N.º | Data de lançamento      | ISBN                                     | Data de lançamento      | ISBN              |
| --- | ----------------------- | ---------------------------------------- | ----------------------- | ----------------- |
| 1   | 18 de março de 2016     | 978-4-08-890468-9                        | 1 de fevereiro de 2021  | 978-65-5512-813-0 |
| 2   | 19 de julho de 2016     | 978-4-08-890432-0                        | 12 de março de 2021     | 978-65-5512-728-7 |
| 3   | 19 de outubro de 2016   | 978-4-08-890508-2                        | 9 de abril de 2021      | 978-65-5960-022-9 |
| 4   | 19 de janeiro de 2017   | 978-4-08-890572-3                        | 14 de maio de 2021      | 978-65-5960-093-9 |
| 5   | 19 de abril de 2017     | 978-4-08-890623-2                        | 31 de maio de 2021      | 978-65-5960-181-3 |
| 6   | 19 de julho de 2017     | 978-4-08-890702-4                        | 16 de julho de 2021/    | 978-65-5982-272-0 |
| 7   | 19 de outubro de 2017   | 978-4-08-890762-8                        | 13 de agosto de 2021    | 978-65-5982-131-0 |
| 8   | 19 de janeiro de 2018   | 978-4-08-890840-3                        | 3 de setembro de 2021   | 978-65-5982-019-1 |
| 9   | 19 de abril de 2018     | 978-4-08-890891-5                        | 8 de outubro de 2021    | 978-65-5960-939-0 |
| 10  | 19 de junho de 2018     | 978-4-08-891041-3                        | 12 de novembro de 2021  | 978-65-5960-804-1 |
| 11  | 19 de setembro de 2018  | 978-4-08-891094-9                        | 10 de dezembro de 2021  | 978-65-5960-700-6 |
| 12  | 19 de dezembro de 2018  | 978-4-08-891178-6                        | 14 de janeiro de 2022   | 978-65-5960-610-8 |
| 13  | 18 de janeiro de 2019   | 978-4-08-891193-9                        | 11 de fevereiro de 2022 | 978-65-5960-540-8 |
| 14  | 19 de março de 2019     | 978-4-08-891231-8                        | 11 de março de 2022     | 978-65-5960-469-2 |
| 15  | 19 de julho de 2019     | 978-4-08-891320-9                        | 15 de abril de 2022     | 978-65-5960-316-9 |
| 16  | 19 de setembro de 2019  | 978-4-08-891367-4                        | 13 de maio de 2022      | 978-65-5960-362-6 |
| 17  | 17 de janeiro de 2020   | 978-4-08-891457-2                        | 10 de junho de 2022     | 978-65-259-0385-9 |
| 18  | 17 de abril de 2020     | 978-4-08-891527-2                        | 15 de julho de 2022     | 978-65-259-0237-1 |
| 19  | 17 de julho de 2020     | 978-4-08-891646-0                        | 12 de agosto de 2022    | 978-65-259-0134-3 |
| 20  | 19 de novembro de 2020  | 978-4-08-891716-0                        | 9 de setembro de 2022   | 978-65-5982-950-7 |
| 21  | 19 de fevereiro de 2021 | 978-4-08-891753-5                        | 14 de outubro de 2022   | 978-65-5982-842-5 |
| 22  | 19 de maio de 2021      | 978-4-08-891870-9 978-4-08-908401-4 (EE) | 11 de novembro de 2022  | 978-65-5982-770-1 |
| 23  | 18 de agosto de 2021    | 978-4-08-892054-2                        | 7 de dezembro de 2022   | 978-65-5982-572-1 |
| 24  | 17 de dezembro de 2021  | 978-4-08-892161-7                        | 13 de janeiro de 2023   | 978-65-5982-478-6 |
| 25  | 18 de março de 2022     | 978-4-08-892252-2                        | 10 de fevereiro de 2023 | 978-65-259-1457-2 |
| 26  | 17 de junho de 2022     | 978-4-08-892364-2                        | 10 de março de 2023     | 978-65-259-1319-3 |
| 27  | 19 de outubro de 2022   | 978-4-08-892430-4                        | 14 de abril de 2023     | 978-65-259-1176-2 |
| 28  | 19 de dezembro de 2022  | 978-4-08-892534-9                        | 12 de maio de 2023      | 978-65-259-1068-0 |

### Anime

Logotipo ocidental do anime

Uma adaptação da série em anime foi anunciada pela Shueisha em 1 de junho de 2018, produzida pelo estúdio A1-pictures. O anime é dirigido por Mamoru Hatakeyama e escrita por Yasuhiro Nakanishi, os desenhos dos personagens por Yuuko Yahiro, Jin Aketagawa diretor de som e Kei Haneoka na composição musical. A primeira temporada estreou em 12 de janeiro de 2019, sendo transmitida na MBS, Tokyo MX, BS11, TV Gunma, TV Tochigi, Chukyo TV e TV Niigata. Tendo 12 episódios, encerrando-se no dia 30 de março de 2019.
A segunda temporada intitulada Kaguya-sama: Love is War? (かぐや様は告らせたい ～天才たちの恋愛頭脳戦, Kaguya-sama wa Kokurasetai? Tensai-tachi no Renai Zunōsen), foi anunciado, em suas rede sociais e site oficial, em 19 de outubro de 2019, com a mesma equipe de produção e elenco. O anime recebeu sua estreia, antes da transmissão oficial no Anime Festival Sydney, em 8 de março de 2020. A animação estreou no dia 11 de abril e terminou no dia 27 de junho de 2020, no Japão.
No dia 25 de outubro de 2020,  um episódio OVA e a terceira temporada foram simultaneamente anunciados durante o evento "Kaguya-sama Wants To Tell You On Stage", o episódio especial foi lançado no dia 19 de maio de 2021 no 22º volume do mangá e foi adaptado em um episódio com três divisões.
Intitulado Kaguya-sama: Love is War -Ultra Romantic- (かぐや様は告らせたい -ウルトラロマンティック-) é a terceira temporada da animação, com mesma equipe produção e elenco, sua estreia foi em 8 de abril de 2022, efetivamente em 9 de abril às 00 horas JST. Encerrando em 25 de junho de 2022.
Ao final da terceira temporada foi anunciado um novo anime.
No Brasil, somente a primeira temporada da animação está disponível, legendado, no site Crunchyroll. Em 27 de março de 2020 o site Funimation, fez um acordo com a Aniplex of America, e tornou a segunda temporada exclusivo de sua plataforma para os países Americanos, disponibilizando as duas temporadas em 15 de janeiro de 2021. Em 22 de julho de 2021, o anime recebeu sua dublagem para português.

#### Músicas

##### Aberturas e Encerramentos
A abertura e os dois encerramentos da primeira temporada são respectivamente:
- Masayuki Suzuki – "Love Dramatic feat. Rikka Ihara" (ラブ・ドラマティック feat. 伊原六花) (1 ~ 12)

- halca – "Sentimental Crisis" (センチメンタルクライシス) (2, 4 ~ 12)

- Konomi Kohara – "Chikatto Chika Chikaa♡" (チカっとチカ千花っ♡) (3)

A abertura e encerramentos da segunda temporada são respectivamente:
- Masayuki Suzuki – "Daddy! Daddy! Do! feat. Airi Suzuki" (1 ~ 12 + OVA)

- Haruka Fukuhara – "Blown by the Wind" (風に吹かれて) (2 ~ 4, 6 ~ 11 + OVA)

A abertura e os dois encerramentos da terceira temporada são respectivamente:
- Masayuki Suzuki – "Giri Giri feat. Suu" (1 ~ 4, 6 ~ 8, 10 ~ 13)

- Airi Suzuki – "Heart wa Oteage" (ハートはお手上げ) (2 ~ 4, 6 ~ 13)

- Makoto Furukawa e Konomi Kohara – "My Nonfiction" (5)

### Filme
O filme em live action, estreou no Japão em 6 de setembro de 2019. Sho Hirano interpretou o papel de Miyuki Shirogane, e Kanna Hashimoto foi anunciada para Kaguya Shinomiya. Hayato Kawai dirigiu o filme, Yūichi Tokunaga escreveu o roteiro e a fotografia principal foi conduzida de março a abril de 2019.
Uma sequência do filme foi anunciada em 6 de janeiro de 2021. Ele estreou nos cinemas japoneses em 20 de agosto de 2021. Hirano, Hasimoto, Nana Asakawa e Hayato Sano, atores de Chika Fujiwara e Yu Ishigami, respectivamente, retornaram para reprisar seus papéis.

## Recepção
A série vendeu mais de 9 milhões de mangás até dezembro de 2019. Sendo o nono mais vendido em 2019, com mais de 4 milhões de cópias vendidas.
No Crunchyroll Anime Awards 2020, o anime Kaguya-sama: Love Is War (primeira temporada) foi premiado como Melhor Comédia, Melhor Casal (Kaguya Shinomiya & Miyuki Shirogane) e Melhor Encerramento ("Chikatto Chika Chikaa♡"), além disso, Chika Fujiwara foi nomeado para "Best Girl" mas perdeu para Raphtalia de Tate no Yūsha no Nariagari.

A segunda temporada do anime foi indicado para o Crunchyroll Anime Awards 2021, vencendo nas categorias "Best Girl" (Kaguya Shinomiya) e "Melhor Comédia". Além disso, foi indicado para as categorias de "Melhor Abertura" (Daddy Daddy Do!), "Melhor Diretor" (Mamoru Hatakeyama) e "Melhor Casal" (Kaguya Shinomiya e Miyuki Shirogane).

### Mangá
- «Kaguya-sama wa Kokurasetai: Tensai-tachi no Renai Zunousen» (em japonês). na Young Jump
- «Kaguya Sama - Love is War». na editora Panini
- Kaguya-sama: Love is War (mangá) na enciclopédia do Anime News Network (em inglês)
- «漫画『かぐや様は告らせたい』- @kaguya_comic» (em japonês). twitter oficial (mangá)

### Anime
- Página oficial do Anime
- «Kaguya-sama: Love is War» (em inglês). Página oficial do Anime
- Kaguya-sama wa Kokurasetai: Tensai-tachi no Ren'ai Zunōsen (anime) na enciclopédia do Anime News Network (em inglês)
- Kaguya-sama: Love is War Season 2 (anime) na enciclopédia do Anime News Network (em inglês)
- Kaguya-sama: Love is War Ultra Romantic (anime) na enciclopédia do Anime News Network (em inglês)
- «Kaguya-sama: Love Is War» (em inglês). facebook oficial
- «アニメ「かぐや様は告らせたい」公式 - @anime_kaguya» (em japonês). twitter oficial (anime)

Streaming;
- «KAGUYA-SAMA: LOVE IS WAR». na Crunchyroll
- «Kaguya-Sama:Love is War». na Funimation
- «Kaguya-sama:Love is War». na Netflix

### Filme
- Sítio oficial
- «Kaguya-sama:Love is War». no IMDb